# Thymus richardii
Thymus richardii — вид рослин родини глухокропивові (Lamiaceae), поширений на Балеарських островах, Сицилії, в Іспанії та Західної Югославії.

## Опис
Стебла повзучі й висхідні. Листки 7–12 × 3–6 мм, від яйцюватої до яйцювато-еліптичної форми, невійчасті. Квіти в головчастих суцвіттях. Квіткові стебла заввишки 5–12 см. Квіти 7–9 мм у довжину, пурпурові. T.r. subsp. nitidus має вузько яйцеподібне листя довжиною до 1 см, а також блідо-бузкові квіти, Сицилія.

## Поширення
Поширення: Балеарські острови, Сицилія, Іспанія, Західна Югославія.